# El Mercadillo
El Mercadillo es una localidad del municipio de Liérganes (Cantabria, España). En el año 2020 contaba con una población de 23 habitantes (INE). Esta localidad tiene su origen en la plaza llamada de Mercadillo (en la actualidad denominada Marqués de Valdecilla) y su nombre se utiliza para denominar una amplia zona de la entidad de Liérganes.
- Datos: Q5822448